# Obersendling (stanice metra v Mnichově)
Obersendling je stanice mnichovského metra. Leží na lince U3.